# Wydział Instrumentalny Akademii Muzycznej im. Feliksa Nowowiejskiego w Bydgoszczy
Wydział Instrumentalny Akademii Muzycznej im. Feliksa Nowowiejskiego w Bydgoszczy – jeden z czterech wydziałów Akademii Muzycznej im. Feliksa Nowowiejskiego w Bydgoszczy. Jego siedziba znajduje się przy ul. Słowackiego 7 w Bydgoszczy. Powstał w 1974 roku.

## Struktura
- Katedra Fortepianu
- Katedra Instrumentów Smyczkowych
- Katedra Instrumentów Dętych i Perkusji
- Katedra Klawesynu, Organów i Muzyki Dawnej
- Katedra Kameralistyki Fortepianowej[2]
- Podyplomowe Studium Instrumentalistyki
- Studia doktoranckie[3]

## Kierunki studiów
- gra na instrumentach klawiszowych
- gra na instrumentach smyczkowych
- gra na instrumentach dętych
- gra na instrumentach perkusyjnych
- gra na gitarze
- gra na instrumentach historycznych[1]

## Władze
- Dziekan (2024-2028): dr hab. Bartłomiej Wezner[4]
- Prodziekan (2024-2028): ad. dr Marek Przywarty[4]